# Galeruca dahlii
Galeruca dahlii är en skalbaggsart som först beskrevs av Joannis 1865.  Galeruca dahlii ingår i släktet Galeruca, och familjen bladbaggar. Arten har ej påträffats i Sverige.